# ミスマルミチ
ミスマルミチは日本の競走馬。いわゆる競馬版「華麗なる一族」と呼ばれる血脈の礎を築いた名繁殖牝馬である。

## 概要
1970年、優駿牝馬を勝った名馬ヤマピットがたった1頭の牡馬を生んだだけで急死すると、マイリーの血を継ぐ後継繁殖牝馬を失った荻伏牧場は急遽、妹のミスマルミチを牧場に戻し、繁殖入りさせた。なお、ミスマルミチは競走馬時代は中央競馬で五稜郭ステークス、北海ステークス、青函ステークス、3歳牝馬特別など8勝したが、重賞では入着もしていない。
しかし、姉のヤマピットに代わって繁殖牝馬となると次々と活躍馬を産み、マイリー系を再興し、「華麗なる一族」の繁栄を確固としたものにした。おもな子には、最優秀3歳・古牝馬となったイットーを筆頭に、セントライト記念など11勝して中距離で活躍したニッポーキング、シンザン記念に優勝したシルクテンザンオー、朝日杯3歳ステークスで2着になったサクラアケボノ、小倉大賞典で2着になったニッソウシャークがいる。ニッポーキング以下4頭は種牡馬となり、シルクテンザンオーは北九州記念優勝馬シルクムーンライトの父になった。
1979年からは西山牧場に移り、2頭の仔を残したが、1981年以降はいちども受胎しなかった。イットー以外にはカルカツタ（1972年産まれ、父ミンシオ）、ニシノマルミチ（1981年産まれ、父ファーストドーン）の2頭の牝馬を残しており、カルカツタの牝系子孫は現存するが活躍馬は出ていない。
ミスマルミチはナスルーラの3×3という強い近親交配馬である。

## 血統表
| ミスマルミチの血統                        | ミスマルミチの血統                                            | ミスマルミチの血統                                            | （血統表の出典）                                              | （血統表の出典）   |
| 父系                                      | ナスルーラ系                                                  | ナスルーラ系                                                  | ナスルーラ系                                                  |                    |
| 父 *ネヴァービート Never Beat 1960 栃栗毛 | 父の父Never Say Die 1951 栗毛                                 | Nasrullah                                                     | Nearco                                                        | Nearco             |
| 父 *ネヴァービート Never Beat 1960 栃栗毛 | 父の父Never Say Die 1951 栗毛                                 | Nasrullah                                                     | Mumtaz Begum                                                  |                    |
| 父 *ネヴァービート Never Beat 1960 栃栗毛 | 父の父Never Say Die 1951 栗毛                                 | Singimg Grass                                                 | War Admiral                                                   | War Admiral        |
| 父 *ネヴァービート Never Beat 1960 栃栗毛 | 父の父Never Say Die 1951 栗毛                                 | Singimg Grass                                                 | Boreale                                                       |                    |
| 父 *ネヴァービート Never Beat 1960 栃栗毛 | 父の母Bride Elect 1952 黒鹿毛                                 | Big Game                                                      | Bahram                                                        | Bahram             |
| 父 *ネヴァービート Never Beat 1960 栃栗毛 | 父の母Bride Elect 1952 黒鹿毛                                 | Big Game                                                      | Myrobella                                                     |                    |
| 父 *ネヴァービート Never Beat 1960 栃栗毛 | 父の母Bride Elect 1952 黒鹿毛                                 | Netherton Maid                                                | Nearco                                                        | Nearco             |
| 父 *ネヴァービート Never Beat 1960 栃栗毛 | 父の母Bride Elect 1952 黒鹿毛                                 | Netherton Maid                                                | Phase                                                         |                    |
| 母 キユーピツト 1957 鹿毛                 | 母の父Nearula 1950 鹿毛                                       | Nasrullah                                                     | Nearco                                                        | Nearco             |
| 母 キユーピツト 1957 鹿毛                 | 母の父Nearula 1950 鹿毛                                       | Nasrullah                                                     | Mumtaz Begum                                                  |                    |
| 母 キユーピツト 1957 鹿毛                 | 母の父Nearula 1950 鹿毛                                       | Respite                                                       | Flog of Truce                                                 | Flog of Truce      |
| 母 キユーピツト 1957 鹿毛                 | 母の父Nearula 1950 鹿毛                                       | Respite                                                       | Orama                                                         |                    |
| 母 キユーピツト 1957 鹿毛                 | 母の母*マイリー Mairie 1953 鹿毛                              | Supreme Court                                                 | Precipitation                                                 | Precipitation      |
| 母 キユーピツト 1957 鹿毛                 | 母の母*マイリー Mairie 1953 鹿毛                              | Supreme Court                                                 | Forecourt                                                     |                    |
| 母 キユーピツト 1957 鹿毛                 | 母の母*マイリー Mairie 1953 鹿毛                              | Lusignan                                                      | William of Valence                                            | William of Valence |
| 母 キユーピツト 1957 鹿毛                 | 母の母*マイリー Mairie 1953 鹿毛                              | Lusignan                                                      | Blue Star F-No.7-e                                            |                    |
| 母系(F-No.)                               | マイリー(GB)系（華麗なる一族）(FN:7-e)                        | マイリー(GB)系（華麗なる一族）(FN:7-e)                        | マイリー(GB)系（華麗なる一族）(FN:7-e)                        | [ § 2 ]            |
| 5代内の近親交配                           | Nasrullah 3×3=25.00%、Nearco (4×4)×4=18.75%、Vatout 5×5=6.25% | Nasrullah 3×3=25.00%、Nearco (4×4)×4=18.75%、Vatout 5×5=6.25% | Nasrullah 3×3=25.00%、Nearco (4×4)×4=18.75%、Vatout 5×5=6.25% | [ § 3 ]            |
| 出典                                      | 1. 2. 3.                                                      | 1. 2. 3.                                                      | 1. 2. 3.                                                      | 1. 2. 3.           |